# Haus Vornholz

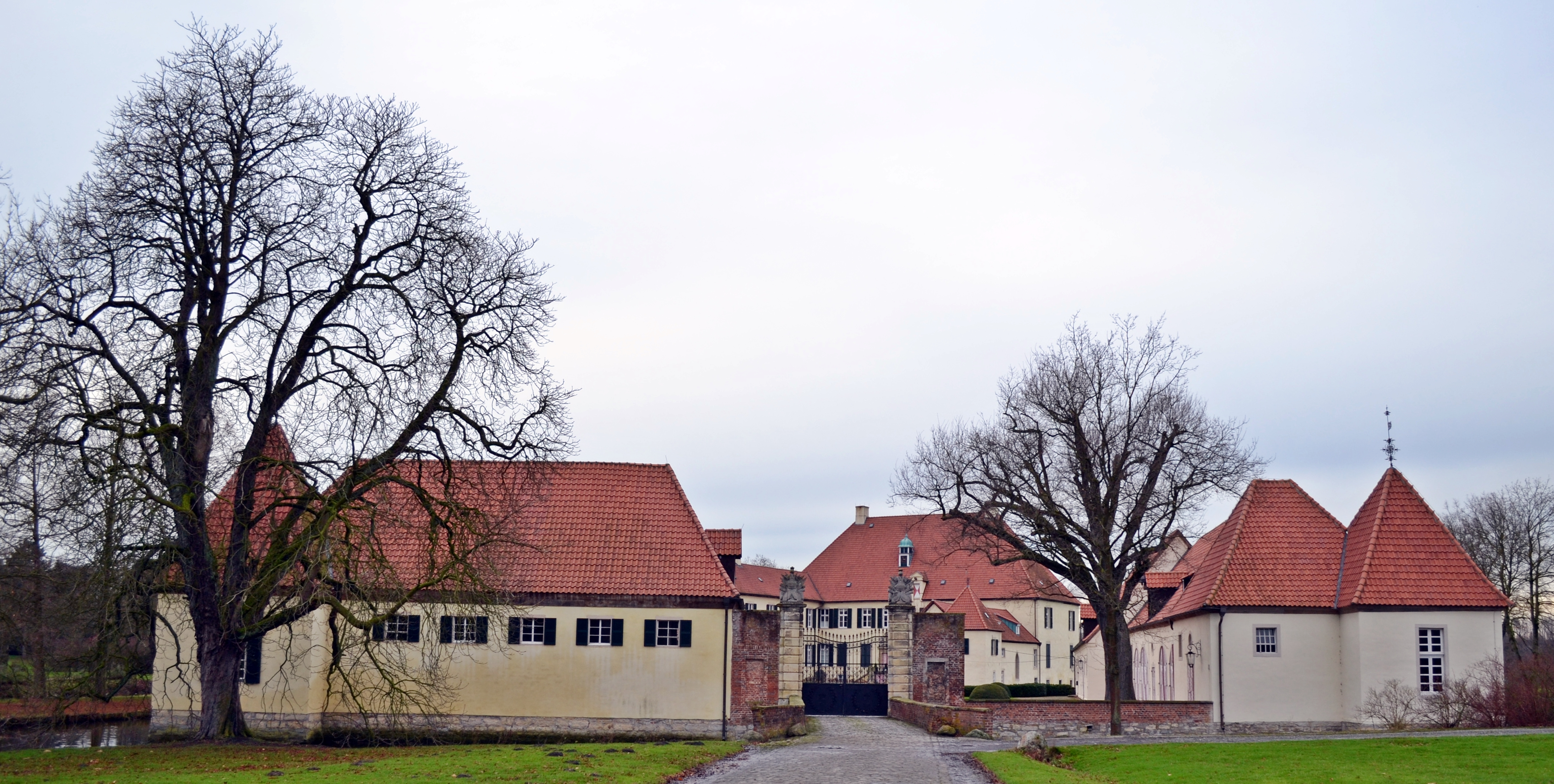
Haus Vornholz, Ansicht Dezember 2013

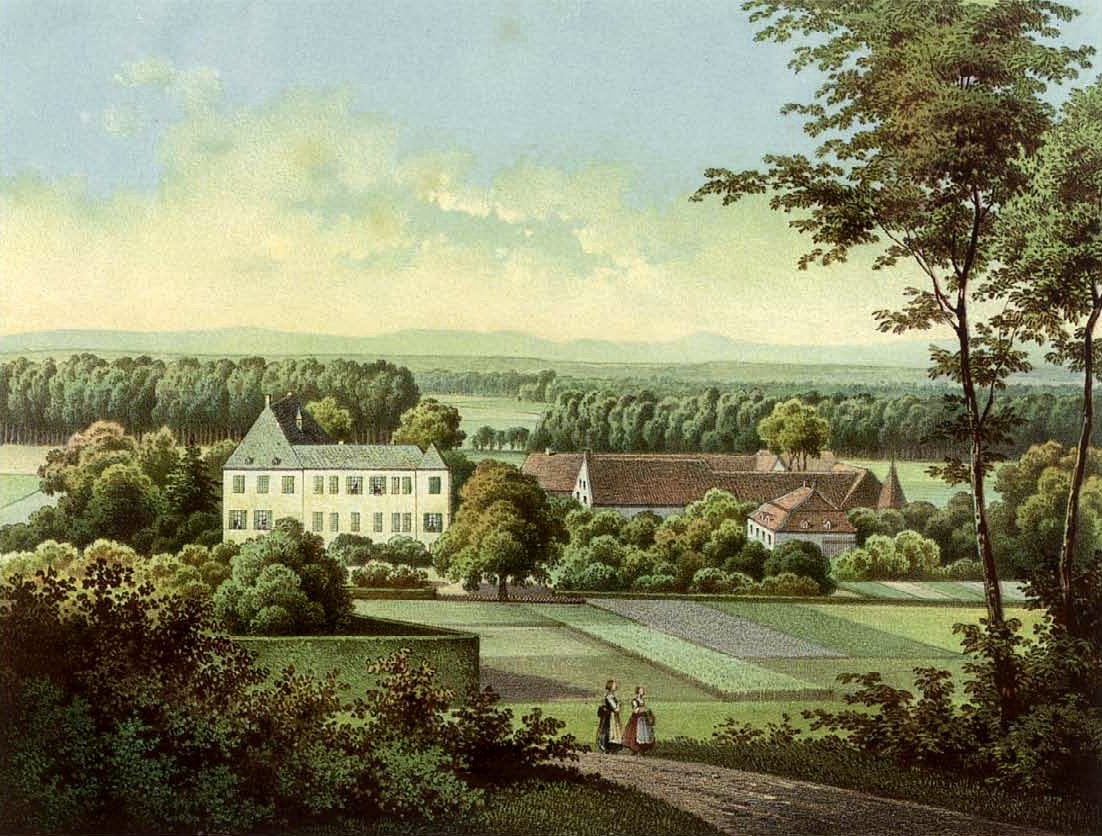
Haus Vornholz, Ansicht von 1857

Das Haus Vornholz ist ein denkmalgeschütztes Profangebäude in Ostenfelde, einem Ortsteil von Ennigerloh im Kreis Warendorf (Nordrhein-Westfalen).

## Geschichte und Architektur
Die ausgedehnte Anlage auf zwei Inseln, mit zum Teil wehrhaftem Gepräge, ist von doppelten Gräben und einem Wall umgeben. Auf der Rückseite befindet sich ein Parkgelände. Die Anlage wurde 1172 erstmals urkundlich erwähnt.
Um 1330 verlegte der Ritter Hiricus dictus Vinke de Ostenfelde seinen Wohnsitz vom Osthov auf die 500 Meter nordöstlich gelegene und von ihm erbaute Burg Varenholte. Aus Varenholte, was soviel heißt wie „vor dem Holze, bzw. vor dem Walde“, wurde irgendwann „Vornholz“. Bis 1481 blieb die Burg im Besitz der Vincke von Ostenfelde. Ende des 15. Jahrhunderts kam Vornholz an die von Pladies zu Huntemühlen und 1535 wechselte es über Anna von Pladies an Heinrich Vogt von Elspe. 1602 verkaufte Bernhard Vogt von Elspe das Gut an Bernhard von Wettberg.
1655 brannte die Burg aus und wohl aus Geldmangel verkaufte der Rittmeister Albert von Schulz die Burg an Dietrich Hermann von Nagel, Oberkommandierenden der Münsterischen Truppen, und seine Gattin Margaretha Magdalena von Schilder. Diese ließen die ausgebrannte Burg abbrechen und an gleicher Stelle das heutige Schloss erbauen, nach Plänen des Architekten Peter Pictorius, im Stil des väterlichen Haus Itlingen. Hermann Adolph von Nagel (1689–1744) heiratete Johanna Elisabeth Freiin van Doornick, die Erbin von Haus Wohnung. Die Familie von Nagel-Doornick besitzt Haus Vornholz bis heute.
Nach einem Brand wurde das Haupthaus 1666 für Dietrich Hermann von Nagel durch Peter Pictorius neu errichtet und danach mehrfach verändert. Modernisierungen wurden 1841 durchgeführt. Die Seitenflügel sind, unter Verwendung älterer Teile, wohl etwas jünger. Der nördliche Kapellenflügel wurde 1841 verändert. Der Nordtrakt ist am westlichen Ende innen mit 1799 bezeichnet.

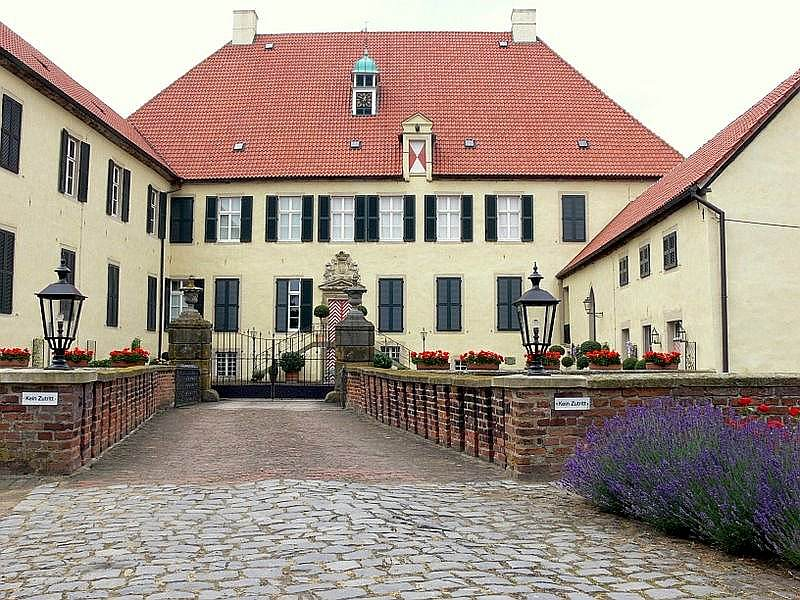
Haus Vornholz, Innenhof

Die ehemalige Kernburg ist eine Dreiflügelanlage aus verputztem Bruchstein. In der Mitte steht das schlichte, zweigeschossige Haupthaus mit acht Achsen und einem hoch aufragenden Walmdach. Das Portal mit dem Allianzwappen der Familien von Galen und von Nagel ist von einer zweiseitigen Treppe erschlossen. Im Inneren dominiert ebenfalls eine zweiseitige Treppe, sie wurde im 19. Jahrhundert eingebaut. Im Speisesaal ist eine bauzeitliche Balkendecke eingezogen. Der Parkettboden ist mit 1841 bezeichnet. An der Nordseite steht die Kapelle, sie enthält ein qualitätsvoll geschnitztes Kruzifix von der ersten Hälfte des 18. Jahrhunderts. Die Fassung ist verloren. Die Apostelfiguren vom Ende des 17. Jahrhunderts sind gefasst. Vorburg und Hauptinsel sind auf der Nordseite durch einen Wasserbär aus Backstein verbunden. Er dient zum Aufstauen der Gräfte. In der Mitte befindet sich ein zylindrisches Hindernis, die sogenannte Dame. Außerhalb der Gräftenanlage stehen langgestreckte Stallungen, die wohl sekundär mit 1780 bezeichnet wurden, sie wurden im 19. Jahrhundert mehrfach nach Osten erweitert. Besitzer waren im 19. Jahrhundert August von Nagel-Doornick und sein Sohn Clemens August von Nagel-Doornick. Die Rentei ist ein eingeschossiger, verputzter Backsteinbau unter einem Walmdach. Sie steht auf einem Kellersockel und wurde Ende des 18. Jahrhunderts gebaut.

## Gestüt Vornholz
Clemens Freiherr von Nagel-Doornick gründete 1937 das Gestüt Vornholz, das nach seinem Tode 1977 wieder aufgelöst wurde. Von Nagel gehörte zu den ersten Züchtern, die gezielt Pferde für den Leistungssport züchten.
Die 1930 geborenen Stute Finnländerin war eine der Stammstuten des Gestüts.
Nagel-Doornicks Schwester war die Dressurreiterin Ida von Nagel, die als erste deutsche Frau, die bei Olympischen Spielen eine Medaille im Dressurreiten errang. Bei den Olympischen Sommerspielen 1952 in Helsinki gewann sie auf Afrika (10. der Einzelwertung) mit der deutsche Equipe die Bronzemedaille im Dressurreiten zusammen mit Heinz Pollay auf Adular (7. der Einzelwertung) und Fritz Thiedemann auf Chronist (12. der Einzelwertung). Alle drei Pferde waren im Gestüt Vornholz gezogen. Bei den bei Olympischen Spielen 1956 in Stockholm gewannen Adular mit Liselott Linsenhoff (Bronzemedaille in der Einzelwertung) und Afrika mit Anneliese Küppers die Silbermedaille mit der Equipe.
Der einflussreichste Hengst der Vornholzer Zucht war Ramzes (1937–1966, von Rittersporn xx aus der Jordi), der großen Einfluss auf die  Westfälische Sportpferde Zucht hatte und aus dessen Linie beispielsweise die Beschäler Ramiro und Rubinstein stammten.
In den 70er Jahren war Gabriele Pochhammer Gestütsleiterin und führte das Zuchtbuch.
Nach dem Tode von Clemens Freiherr von Nagel-Doornick im Jahr 1977 wurde das Gestüt aufgelöst.